# Roberto Challe
Roberto Challe (24. listopadu 1946, Lima – 10. září 2024, Lima) byl peruánský fotbalista, záložník.

## Fotbalová kariéra
V peruánské lize hrál za Centro Iqueño, Club Universitario de Deportes, Defensor Lima, Sport Boys Callao, Club Sporting Cristal a Deportivo Municipal. Vyhrál třikrát peruánskou ligu s týmem Club Universitario de Deportes a jednou s týmem Defensor Lima. Dále hrál v ekvádorské lize za CD Universidad Católica (Quito). V jihoamerickém Poháru osvoboditelů nastoupil ve 39 utkáních a dal 10 gólů. Za reprezentaci Peru nastoupil v letech 1967–1973 ve 48 utkáních a dal 4 góly. Byl členem peruánské reprezentace na Mistrovství světa ve fotbale 1970, nastoupil ve 4 utkáních a dal 1 gól.

## Ligová bilance
| Ročník                    | Zápasy | Góly | Klub                            |
| ------------------------- | ------ | ---- | ------------------------------- |
| 1. peruánská liga 1964    | –      | –    | Centro Iqueño                   |
| 1. peruánská liga 1965    | –      | –    | Centro Iqueño                   |
| 1. peruánská liga 1966    | –      | –    | Club Universitario de Deportes  |
| 1. peruánská liga 1967    | –      | –    | Club Universitario de Deportes  |
| 1. peruánská liga 1968    | –      | –    | Club Universitario de Deportes  |
| 1. peruánská liga 1969    | –      | –    | Club Universitario de Deportes  |
| 1. peruánská liga 1970    | –      | –    | Club Universitario de Deportes  |
| 1. peruánská liga 1971    | –      | –    | Defensor Lima                   |
| 1. peruánská liga 1972    | –      | –    | Defensor Lima                   |
| 1. peruánská liga 1973    | –      | –    | Defensor Lima                   |
| 1. peruánská liga 1974    | –      | –    | Sport Boys Callao               |
| 1. peruánská liga 1975    | –      | –    | Sport Boys Callao               |
| 1. peruánská liga 1976    | –      | –    | Club Sporting Cristal           |
| 1. peruánská liga 1977    | –      | –    | Club Universitario de Deportes  |
| 1. peruánská liga 1978    | –      | –    | Club Universitario de Deportes  |
| 1. ekvádorská liga 1978   | –      | -    | CD Universidad Católica (Quito) |
| 1. peruánská liga 1979    | –      | –    | Deportivo Municipal             |
| 1. peruánská liga 1980    | 14     | 1    | Club Universitario de Deportes  |
| CELKEM 1. peruánská liga  | –      | –    |                                 |
| CELKEM 1. ekvádorská liga | –      | –    |                                 |